# Aeroportul Cabo 1° Juan Román
Aeroportul Cabo 1° Juan Román (IATA: WPA, ICAO: SCAS) este un aeroport din Provincia Aysén, Regiunea Aysén, Chile ce deservește zona Puerto Aysén.
Situat la o altitudine de 8 m, aeroportul dispune de o singură pistă.